# Nicole Rutten
Nicole Rutten (geboren Leonie Jan Maria Rutten; Maastricht, 23 augustus 1963) is een Nederlandse illustratrice van kinderboeken.

## Opleiding
Rutten deed haar middelbare studies van 1975 tot 1978 aan het Sint-Cordula-instituut in Schoten en van 1978 tot 1982 aan het Sint Lucas Antwerpen. Daarna volgde ze hogere studies van 1982 tot 1987 aan de Koninklijke Academie voor Schone Kunsten van Antwerpen op de afdeling grafische vormgeving. Ze studeerde af met Grote Onderscheiding.

## Werk
In 1989 debuteerde Nicole Rutten als illustrator. Haar eerste opdracht kwam van het NCJ (Nationaal Centrum voor Jeugdliteratuur/Villa Kakelbont). Ze ontwierp de affiche voor de Jeugdboekenweek 1989. Het thema was "instappen en weglezen".  
In 1989 werd Nicole Rutten door Wim Vanseveren gecontacteerd voor de veertiendaags kindermagazine "Station" op de BRT. Voor deze infomagazine, die bestond uit een culturele rubriek, spelletjes en kinderliedjes, illustreerde Rutten Vlaamse spreuken in haar eigen stijl. Het programma werd gepresenteerd door Veerle Keuppens.
Daarnaast verzorgde verzorgde Rutten de kostuums en decors voor marionettentheater Taptoe in Gent voor de producties "Draken bestaan!" (1989) en  "Berenbodegem".
Rutten illustreerde Daniel Billiets boek De steensnoepers, dat in drie talen werd uitgegeven: Nederlands, Frans en Engels. Het boek verscheen 1990 in Nederland, België, Frankrijk en de Verenigde Staten. Bovendien won het de KJL-prijs in 1992.
Voor een tentoonstelling in 1992 van het NCJ verklaarde Nicole Rutten waarom ze illustratrice van kinderboeken is: "Omdat dit me de kans geeft om in een droomwereld te werken. Hoe vrijer de opdrachten, hoe meer je je eigen kleuren, figuren, kortom je eigen wereldje kan neertekenen op papier. Dromen kunnen dus werkelijkheid worden! En het leuke is dat je je wereldje op deze manier ook nog kunt delen met anderen."
In de loop van haar carrière werkte Rutten voor verscheidene binnen- en buitenlandse uitgeverijen, waaronder Davidsfonds, Pastel/l’école des loisirs, Malmberg, Leopold, Zwijsen, Wolters/Noordhoff, Libelle en Clavis.